# Флаг Брунея
Флаг Брунея принят 29 сентября 1959 года.
Жёлтый цвет на флаге Брунея является традиционным. Мачта, птичьи крылья, зонт и вымпел — символы власти. Кисти рук олицетворяют заботу о благосостоянии народа. Арабская надпись на полумесяце гласит: «Вечное служение Аллаху». Внизу на ленте ещё одна надпись: «Бруней — обитель мира», которая является девизом маленького султаната, входящим в официальное название страны: Бруней-Даруссалам.

1:2 Флаг ВМФ Брунея
2:3 Флаг армии Брунея